# Antonio Bucciero
Antonio Bucciero (Napels, 29 april 1982) is een Italiaans wielrenner.

## Belangrijkste overwinningen
2000
- WK wegwedstrijd beloften

2002
- Trofeo Franco Balestra-Memorial Sabbadini
- GP Caduti di Soprazocco

2004
- 1e etappe Ronde van Beieren

2005
- 2e etappe Giro delle Valli Cuneesi nelle Alpi del Mare

2006
- Trofeo Caduti di Soprazocco
- GP San Giuseppe
- Trofeo Papa' Cervi
- 1e etappe deel B Giro Ciclistico della Provincia di Cosenza

## Resultaten in voornaamste wedstrijden
| Jaar | Ronde van Italië | Ronde van Frankrijk | Ronde van Spanje |
| ---- | ---------------- | ------------------- | ---------------- |
| 2003 |                  |                     | opgave           |
| 2005 |                  |                     |                  |

| Jaar | Milaan-San Remo |
| ---- | --------------- |
| 2003 |                 |
| 2005 | 153e            |

Astarloa  · Bertagnolli · Bonomi · Bucciero · Celestino · Commesso · Cunego · Di Luca · Fornaciari · Fuentes · Galletti · Gavazzi · Glomser · Ludewig · Pepoli · Pieri · Pugaci · Quaranta · Sabaliauskas · Sacchi · Sjefer · Simoni · Spezialetti · Tonti · Zanini · Caccia (stagiair) · Loosli (stagiair) · Marget (stagiair)
Balducci · Bertagnolli · Bonomi · Bucciero · Casagranda · Celestino · Commesso · Cunego · Di Luca · Fornaciari · Fuentes · Gavazzi · Glomser · Loosli · Ludewig · Matzbacher · Mazzoleni · Petrov · Pieri · Sabaliauskas · Simoni · Spezialetti · Štangelj · Szmyd · Tonti · Bates (stagiair) · Franzoi (stagiair) · Magallanes (stagiair)